# Espelho de primeira superfície

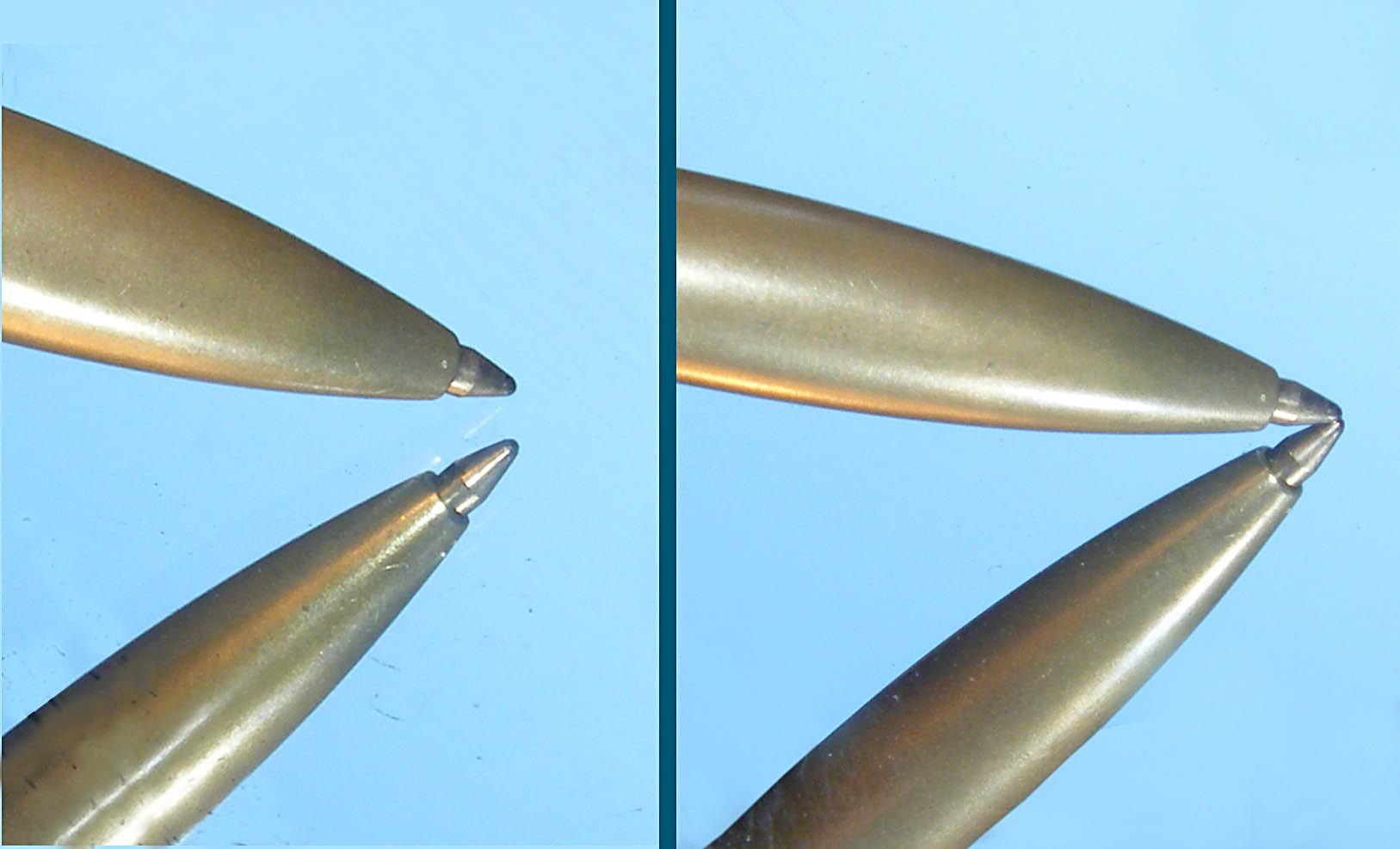
Exemplo de um espelho comum (à esquerda) e um Espelho de Primeira Superfície (à direita). Em ambas fotografias, a caneta está tocando a superfície do espelho. O "efeito fantasma" pode ser observado na imagem à esquerda (Mais visível ao ampliar a imagem ao seu tamanho real)

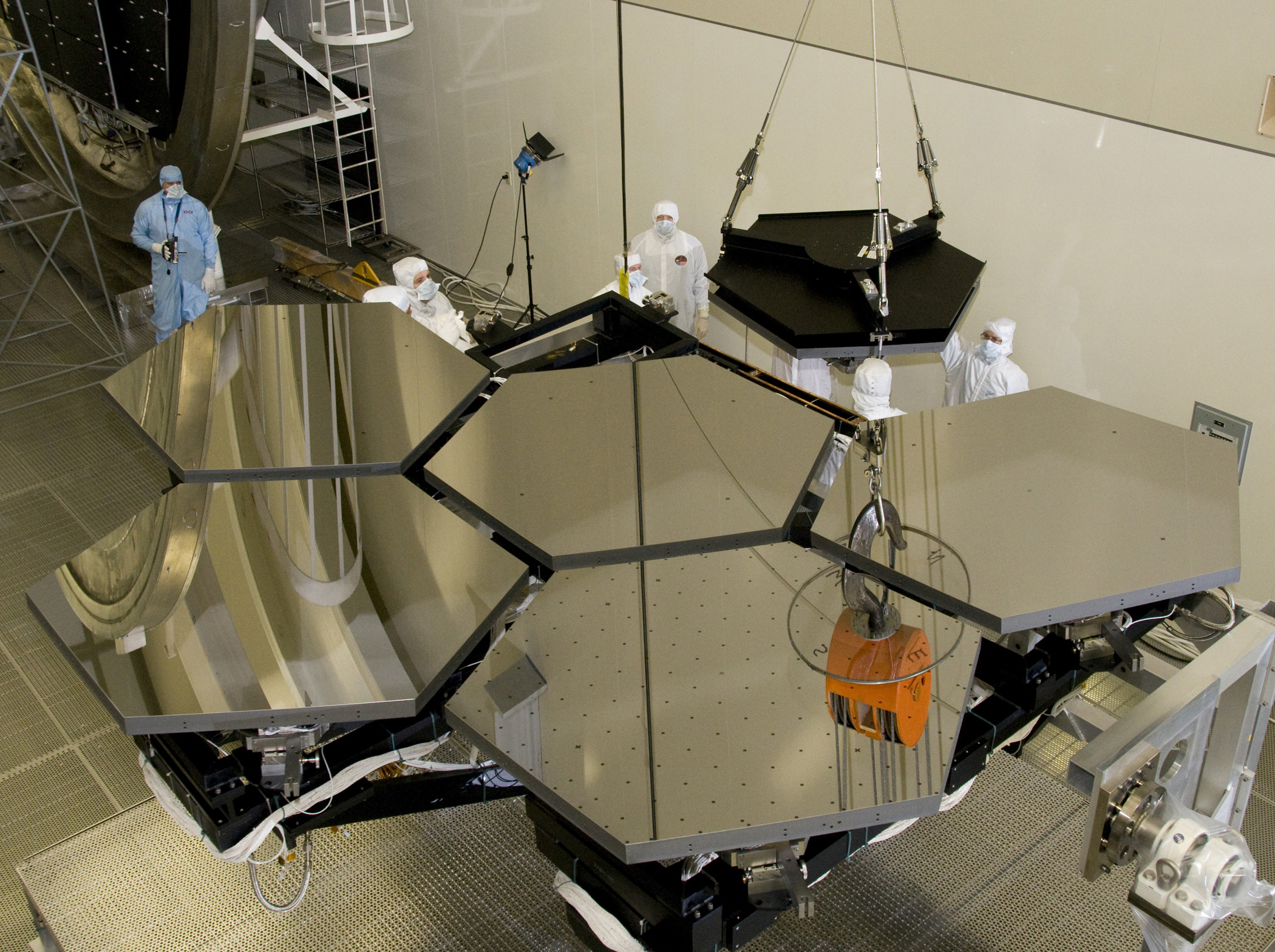
Técnicos montam espelhos utilizados no Telescópio Espacial James Webb.

Espelho de primeira superfície, também conhecido como espelho de primeiro plano é um tipo de espelho que, ao contrário do espelho comum, não utiliza vidro ou acrílico acima de sua camada reflexiva. Frequentemente, contam com uma camada protetora sob a camada reflexiva, que pode ser feita de dióxido de silício, óxido de alumínio ou outros materiais dielétricos similares. 
São utilizados em artefatos que requerem reflexões exatas, sem o efeito fantasma presente em espelhos comuns, onde pode-se observar tênue reflexo secundário, vindo da superfície de vidro. Dentre os artefatos que utilizam espelhos de primeira superfície estão telescópios, televisores de projeção traseira, periscópios, espelhos sem inversão e caleidoscópios de alta qualidade.    